# Abu-l-Fat·h al-Mudhàffar ibn al-Múslima
Abu-l-Fat·h al-Mudhàffar ibn al-Múslima fou un visir abbàssida.
Era fill del visir conegut com a Ibn al-Muslima (mort el 1058). Fou també visir del califa per poc temps el 1083.